# Conus sculpturatus
Espèce
Statut de conservation UICN

 DD  : Données insuffisantes
Conus sculpturatus est une espèce de mollusques gastéropodes marins de la famille des Conidae.
Comme toutes les espèces du genre Conus, ces escargots sont prédateurs et venimeux. Ils sont capables de « piquer » les humains et doivent donc être manipulés avec précaution, voire pas du tout.

## Description
La taille de la coquille varie entre 32 mm et 44 mm.

## Distribution
Cette espèce marine est présente au large des Philippines.

### Niveau de risque d’extinction de l’espèce
Selon l'analyse de l'UICN réalisée en 2011 pour la définition du niveau de risque d'extinction, cette espèce est endémique aux Philippines. Très peu d'informations sont disponibles pour cette espèce puisque la zone où elle se trouve n'a pas été explorée. Nous l'avons inscrite dans la catégorie Données insuffisantes et nous recommandons des recherches supplémentaires sur sa population, ses habitats et les menaces plausibles.

## Taxonomie

### Publication originale
L'espèce Conus sculpturatus a été décrite pour la première fois en 1986 par les malacologistes Dieter Röckel (d) et António José da Motta (d) dans « Heldia »,.

### Synonymes
- Conus (Phasmoconus) sculpturatus Röckel & da Motta, 1986 · appellation alternative
- Phasmoconus sculpturatus (Röckel & da Motta, 1986) · non accepté